# نبرد ماردیا
نبرد ماردیا (انگلیسی: Battle of Mardia) احتمالاً در هارمانلی امروزه (بلغارستان) در تراکیه، در اواخر ۳۱۶ / اوایل ۳۱۷ بین نیروهای امپراتور روم کنستانتین بزرگ و لیسینیوس رخ داد.